# Biokam
La Biokam combinava les funcions de càmera, càmera instantània, impressora i projector, i es podia instal·lar a qualsevol llanterna òptica estàndard. Utilitzava una pel·lícula de 17.5 mm amb només una perforació central. Va ser produïda per Warwick Trading Company i presentada el 1899 a Brighton per Alfred Wrench i Alfred Darling.
En el moment del seu anunciament, la Birtac havia estat recentment llançada, però aquesta tenia un cost del doble que la Biokam, el que va fer, entre altres factors, que la Birtac no aconseguís l'èxit que el seu creador, Birt Acres, esperava.

## Funcionament
La caixa del film tenia dos compartiments separats de manera que dos rotllos de pel·lícula es podrien exposar successivament. El mecanisme es podria convertir en una impressora i, amb l'addició d'una font de llum, en un projector.
Estava formada per tres parts principals. En primer lloc, trobem la càmera del mecanisme, en la qual es realitza la fotografia i, que per tant, és la que porta la lent i l'obturador, a més del dispositiu per accionar la pel·lícula. En segon lloc, hi ha la caixa o porta rodets on la pel·lícula sense utilitzar s'emmagatzema per no ser exposada. Per acabar, trobem la càmera en què es guarda la pel·lícula un cop la fotografia ja és feta.
La part que rep la pel·lícula ja exposada, normalment està unida a la part del mecanisme en si, i entre els dos formen un instrument conjunt aparentment inseparable. La caixa que conté la pel·lícula no utilitzada es connecta a la part superior de la càmera, té una forma circular i està feta de llautó ennegrit. La sortida de la pel·lícula té una forma que permet connectar-se a la càmera de manera que un dispositiu fa hermètica la llum. Travessant el centre de la caixa hi ha un cargol que es pot girar mitjançant una petita maneta que es troba a l'exterior per a poder enregistrar el que es vol. Després que la pel·lícula passi a través de la càmera, no es torna a enrotllar a un altre rodet, ja que es considerava que tots els artefactes per fer-ho eren incerts i ineficients. Es va comprovar que era molt millor deixar que, senzillament, la pel·lícula ja utilitzada i exposada s'enrotllés en una caixa de llum.
Aquesta pel·lícula receptora era doble, de manera que després que es produeixi l'exposició, la càmera s'inverteix i es poden continuar realitzant més exposicions. La càmera i el mecanisme fotogràfic, estan units al capdavant del receptacle de pel·lícula més gran.
Les parts internes del mecanisme de la càmera, tot i que no són excessivament complexes, no es poden entendre fàcilment. La seva funció, però, és encarregar-se d'arrossegar la pel·lícula a través de la càmera, en els intervals entre exposicions, és a dir, deixa la pel·lícula estacionada el període necessari per a la correcta impressió de la fotografia. Mentre la pel·lícula està en repòs, obre l'obturador sobre la lent i imprimeix la imatge sobre la pel·lícula.